# اچ‌دی ۲۰۳۶۷
اچ‌دی ۲۰۳۶۷ یک ستاره است که در صورت فلکی برج حمل قرار دارد.